# Phlogophora trapezina
Phlogophora trapezina är en fjärilsart som beskrevs av Barend J. Lempke 1942. Phlogophora trapezina ingår i släktet Phlogophora och familjen nattflyn. Inga underarter finns listade i Catalogue of Life.